# Stadsgehoorzaal Vlaardingen
De Stadsgehoorzaal Vlaardingen is een multifunctioneel gebouw in de Nederlandse stad Vlaardingen, dat onder meer dienstdoet als schouwburg.

## Geschiedenis

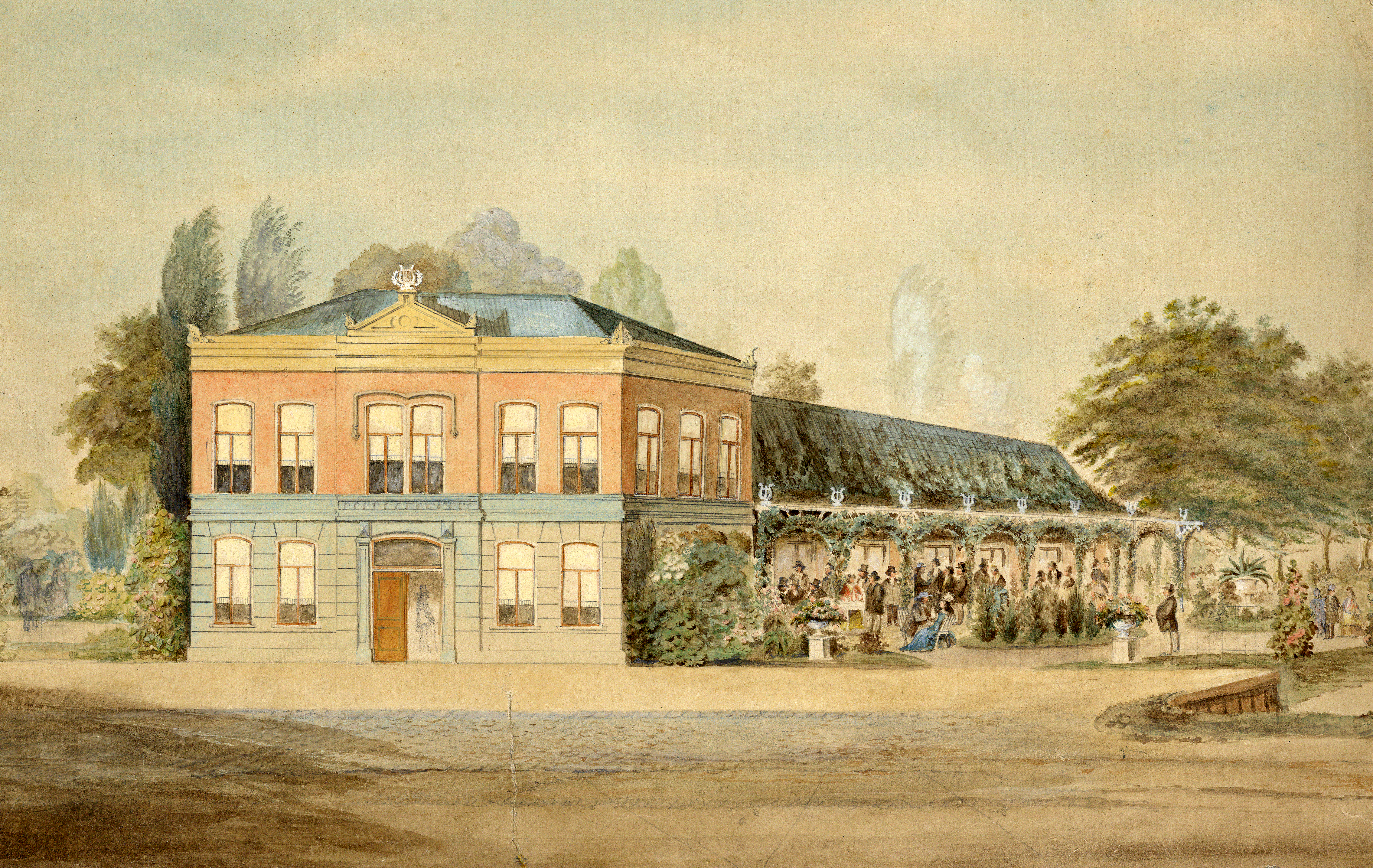
Harmonie Vlaardingen

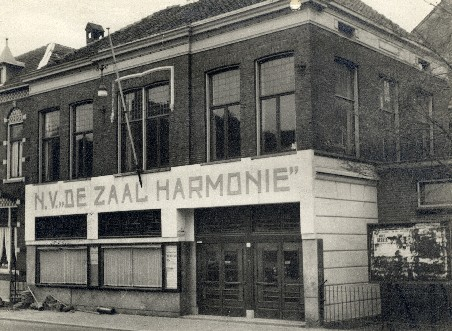
Harmonie Vlaardingen

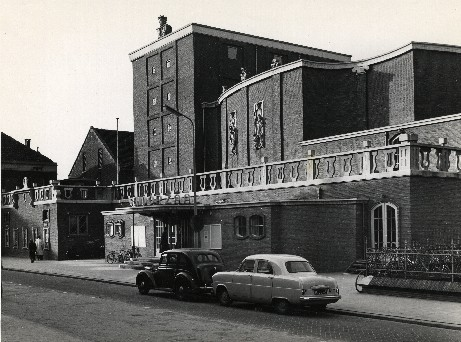
Stadsgehoorzaal Vlaardingen de oude situatie

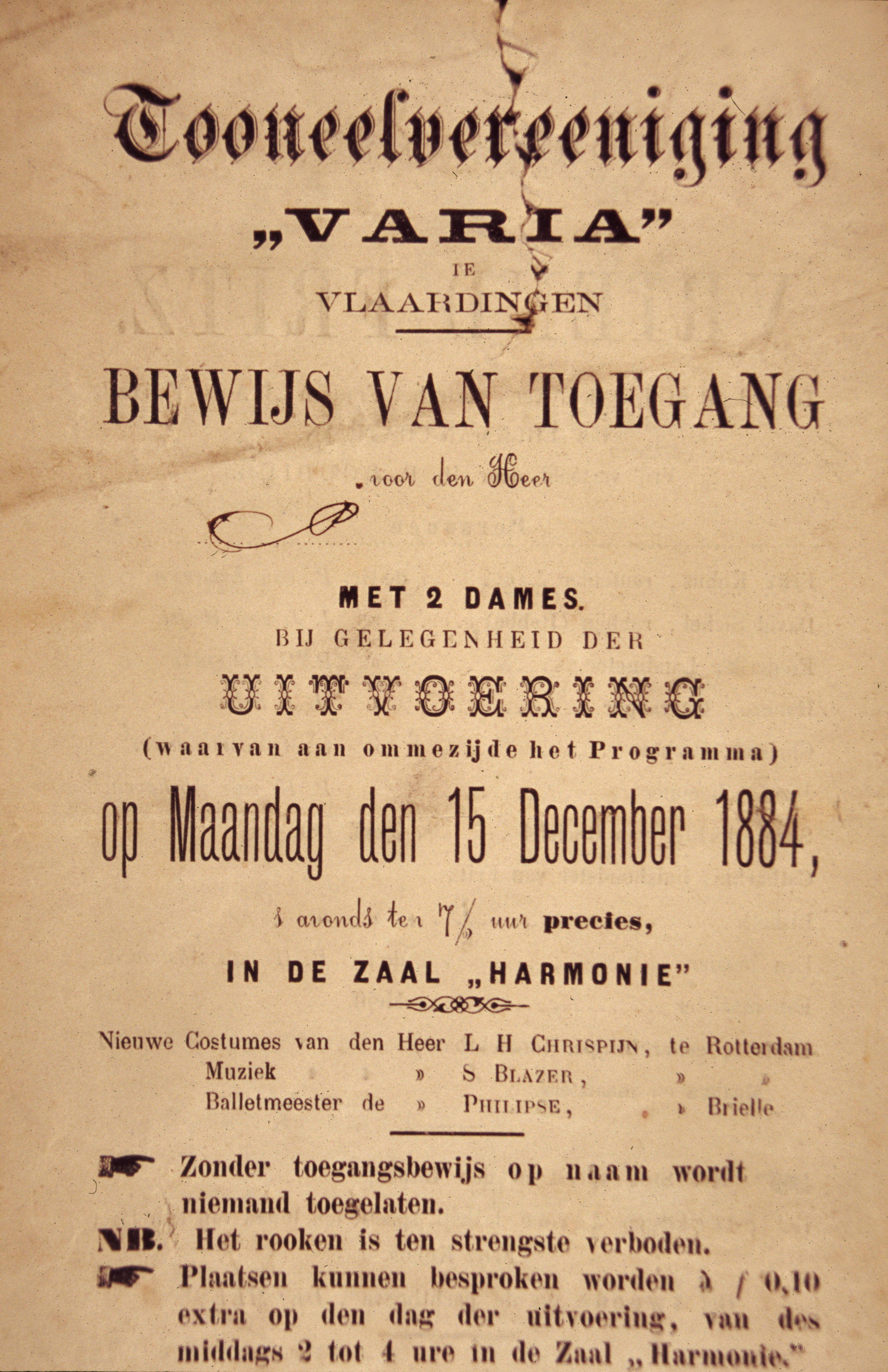
Harmonie Varia poster

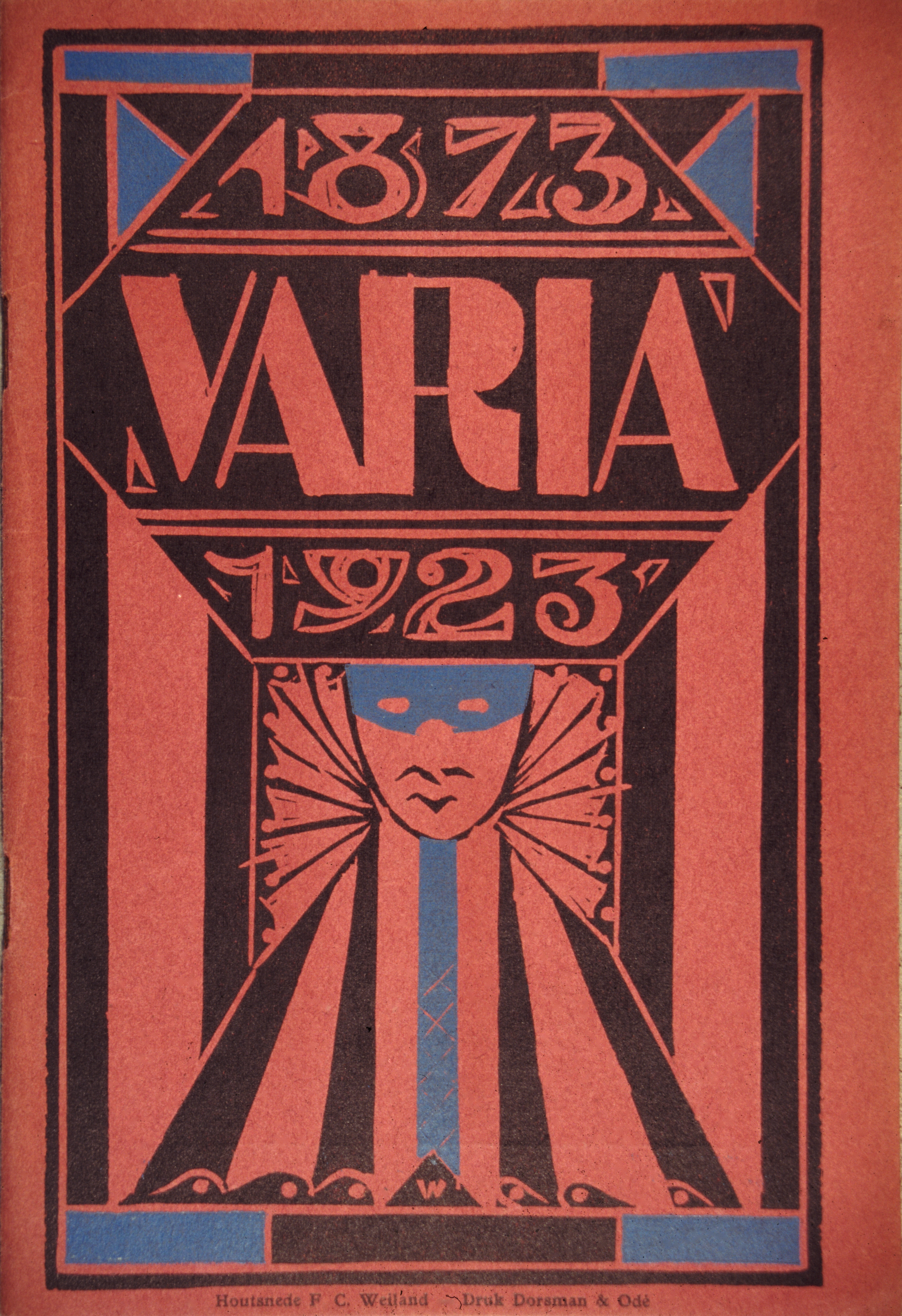
Harmonie Varia poster 2

In 1817 vestigde de Harmonie (de Kleine Zaal) in het al bestaande filmtheater ‘Het Zeepaard’ aan de Schiedamseweg in Vlaardingen. In de zalen komt regelmatig een herensociëteit bijeen voor zowel formele als informele bijeenkomsten. In de tuin van de Harmonie worden in de zomer tuinfeesten gegeven en eens in de zoveel tijd is er een toneelvoorstelling te zien in de zaal. In 1947 stellen Burgemeester en Wethouders (B&W) vast dat een tekort aan zaalruimte leidt tot een achterlopende ontwikkeling van het culturele en verenigingsleven in Vlaardingen. Om deze reden wordt uiteindelijk in 1950 besloten om in de tuin van de Harmonie de Stadsgehoorzaal te vestigen.
In 1952 opent de door Sybold van Ravesteyn ontworpen Stadsgehoorzaal haar deuren. De Stadsgehoorzaal wordt het hart van Vlaardingen op het gebied van theater. Tot de jaren ‘90 blijft het gebouw op een paar kleine aanpassingen nagenoeg hetzelfde. Pas in 1992 wordt de voorgevel, theatercafé van het theater verbouwd en in 1998 krijgt het theatercafé wederom een grondige opknapbeurt. In de jaren die volgen ontstaan diverse discussies over wat te doen met het ouder wordende gebouw. Het door Sybold van Ravesteyn ontworpen gebouw voldoet niet meer aan de brandveiligheidsvoorschriften. Verschillende vraagstukken worden naar voren gebracht: moet het gebouw grondig verbouwd worden, of wordt het gesloopt en wordt het Theater van Vlaardingen op een andere plek in Vlaardingen gevestigd? Uiteindelijk kiest B&W voor een grondige verbouwing. Van 2005 tot en met 2007 sluit de Stadsgehoorzaal haar deuren voor een volledige renovatie van zowel de buitenkant van het gebouw als de binnenkant. Op 12 september 2007 vindt de feestelijke opening van het vernieuwde theater plaats, waarbij het zijn oude naam weer terugkrijgt: Stadsgehoorzaal Vlaardingen.
De Stadsgehoorzaal Vlaardingen is meer dan alleen een schouwburg. De Stadsgehoorzaal karakteriseert zich als het theater voor, door en met de Vlaardingers. Voor de verbouwing werd het theater ook wel ‘De huiskamer van Vlaardingen’ genoemd. De Stadsgehoorzaal wil nog steeds de lokale mensen als publiek houden, maar probeert ook buiten de stad de mensen te bereiken door allerlei marketingacties in te zetten. De Stadsgehoorzaal besteedt veel aandacht aan de grote artiesten, maar ook minder bekende artiesten krijgen een kans bij het theater. De organisatie probeert nieuw talent een kans te geven door ze op te nemen in het programma. Het programma van de Stadsgehoorzaal is zeer veelzijdig. Er zijn voorstellingen op het gebied van cabaret, kleinkunst, wereldmuziek, dans, toneel, show, klassieke muziek en musical.
Naast alle voorstellingen die te zien zijn, kunnen de verschillende ruimtes in de Stadsgehoorzaal ook verhuurd worden. Voor de verbouwing bevonden zich drie belangrijke ruimtes in de Stadsgehoorzaal, de Grote Zaal, de Kleine Zaal en het Theatercafé. Na de verbouwing zijn er nog drie extra bijzondere ruimtes bijgekomen. Zo zijn er een VIP-Lounge, een Glazenfoyer en een Bovenfoyer. Al deze ruimtes kunnen gebruikt worden voor vergaderingen, cursussen, recepties of lezingen.

## De organisatie
De afgelopen jaren heeft het theater ook op organisatorisch vlak veel verandering doorgemaakt. De Stadsgehoorzaal is altijd een onderdeel geweest van de gemeente. Het Vlaardingse college pleitte al langere tijd voor verzelfstandiging van het theater, omdat het theater dan beter aan fondsenwerving kan doen. Na jaren van overleg is uiteindelijk besloten om per 1 januari 2008 de Stadsgehoorzaal Vlaardingen te verzelfstandigen tot een B.V.
De Stadsgehoorzaal wordt na de verzelfstandiging steeds meer afhankelijk van geld van buitenaf. Om deze reden gaat het theater zich ook steeds meer concentreren op sponsoring. Het verhuren van de verschillende ruimtes dient ook als een nodige bron van inkomsten voor het theater; commerciële verhuur.
In het jaar 2002 is de naam van het theater veranderd in het Theater van Vlaardingen. De Vlaardingers konden echter nooit aan deze naam wennen en bleven het theater de Stadsgehoorzaal noemen. Omdat de nieuwe naam na jaren nog niet was geaccepteerd is besloten om tegelijkertijd met de heropening het theater zijn oude naam terug te geven, de Stadsgehoorzaal Vlaardingen.
In 2015 dreigde de Stadsgehoorzaal failliet te gaan, nadat de gemeente had besloten te bezuinigen op de subsidie voor de Stadsgehoorzaal. In maart 2015 heeft de gemeente Vlaardingen aan KADE40 als kunsteducatief centrum en De Kroepoekfabriek als jong poppodium opdracht gegeven om twee plannen te maken voor een nieuwe invulling van de Stadsgehoorzaal. Door de samenwerking met poppodium De Kroepoekfabriek en Centrum voor Kunst- en Cultuureducatie KADE40 is het mogelijk met minder geld meer samen te doen op het gebied van programmering, educatie, publiciteit, inkoop, mensen en middelen. Tot 2018 is er de tijd gegeven om de nieuwe koers uit te stippelen.
De organisatie werkt momenteel met 3,9 FTE aan betaalde krachten, 4 FTE aan stagiaires en 123 vrijwilligers.

## Stadsgehoorzaal nu
Na de renovatie heeft Vlaardingen een gebouw teruggekregen waar voorstellingen op hoog niveau worden gegeven en waar ondernemers hun relaties kunnen ontvangen. Het theater wordt een plek voor speciale bedrijfsevenementen als congressen, vergaderingen en workshops.
Vijf keer in het jaar organiseert de Stadsgehoorzaal het Stadsterras. Het Stadsterras is een terugkerend festival dat georganiseerd wordt met de samenwerking van vele culturele- en maatschappelijke organisaties in Vlaardingen. Tijdens het festival is er in elk gedeelte van het theater wat te beleven: van een dansvoorstelling in de Grote Zaal, tot een workshop in de foyer. De editie in september fungeert als opening van het theaterseizoen.

### Grote Zaal
De Grote Zaal is in haar oude luister hersteld, maar kent wel enkele praktische veranderingen ten opzichte van het oorspronkelijke ontwerp van Van Ravesteyn. Het oplopende stoelenplan garandeert betere zichtlijnen. Dit is mogelijk door het verhogen van het balkon. Door deze herinrichting komt het totale aantal stoelen op circa 650.

### Kleine Zaal
De Kleine Zaal, ook wel De Harmonie genoemd, is een multifunctionele ruimte met een inschuifbare tribune. Wanneer de tribune wordt ingeschoven ontstaat een ruime, sfeervolle zaal die zeer geschikt is voor recepties, seminars, films, cursussen en andere bijeenkomsten. Door de toegang tot de zaal te verplaatsen naar de zijkant, kan de tribune de volledige breedte van de zaal beslaan en plaats bieden aan ongeveer 160 toeschouwers.

### Foyers
De foyers op de begane grond zijn ruimer, maar de oorspronkelijke intimiteit is zo veel mogelijk hersteld door het terugbrengen van de oorspronkelijke plafondhoogten en de karakteristieke detailleringen van Van Ravesteyns. Ook zijn diens trappen gehandhaafd. Over de trap, verandert de ruimte naar een ruime, lichte stadsfoyer met glazen gevels, waar de oorspronkelijke buitenwand van de grote zaal met de bijzondere bas-reliëfs van J. Uiterwaal nu een binnenwand geworden is. Behalve als foyer voor en na de voorstellingen biedt deze ruimte plaats voor feestelijke en informele bijeenkomsten, recepties en dergelijke.

### Zakelijke faciliteiten
Het theater heeft tevens enkele kleinere, verhuurbare vergaderzalen en op een prominente plaats in het gebouw wordt een VIP-ruimte ingericht, waar de gasten van het theater in gepaste ambiance een eigen plek hebben, strategisch gelegen tussen toneelhuis, hoofd entree en foyers. Door de combinatie van grote en kleine zalen, foyers en vergaderzalen en cateringfaciliteiten in het theatercafé is de Stadsgehoorzaal een multifunctioneel gebouw geworden.